# Kuzya
Kuzya é um IDE multiplataforma gratuito e open source. É desenvolvido em C++ para sistemas Linux, Microsoft Windows e Mac OS X, utilizando a framework Qt. Kuzya não está ligado a nenhuma linguagem de programação ou compilador.